# Philocaenus bouceki
Philocaenus bouceki är en stekelart som först beskrevs av Wiebes 1982.  Philocaenus bouceki ingår i släktet Philocaenus och familjen fikonsteklar. Inga underarter finns listade i Catalogue of Life.